# Frane Divnić (književnik)
Frane Divnić  (Francesco Difnico) (Šibenik, 1550. − Šibenik, 7. prosinca 1621.) je bio hrvatski izdavač, hrvatski pjesnik i prevoditelj.
Pripadao je znamenitom i uglednom humanističkom krugu Šibenčana po kojem se Šibenik isticao među gradovima mletačke Dalmacije. Ti su humanisti bili bogata stvarateljskog opusa i dali su snažan doprinos hrvatskom i europskom humanizmu. Abecednim redom, osim Frane Divnića, to su: Božo Bonifačić, Horacije Fortezza, Martin Kolunić Rota, Juraj Šižgorić, Antun Vrančić, Faust Vrančić, Dinko Zavorović i drugi.